# 周朝瑞
周朝瑞（1580年—1625年），字思永，號衡臺，山东東昌府臨清州民籍，江西南城县人。明朝政治人物，同進士出身。

## 生平
周朝瑞是萬曆三十五年（1607年）進士，授中書舍人，明光宗時，擢吏科給事中。天啟元年（1621年）遷禮科左給事中。因王化貞事得罪魏忠賢的心腹徐大化。天啟五年（1625年）魏黨興大獄，逮太僕少卿周朝瑞、左副都御史楊漣、僉都御史左光斗、給事中魏大中、御史袁化中、陝西副使顧大章。同年六月，下詔獄，錦衣衛都督田爾耕進行拷打，不久皆死于獄中，時謂“東林六君子”。

## 身后
崇禎初年（1628年）贈大理卿。南明弘光朝時，追諡忠毅。

## 家族
曾祖周聪。祖父周郁。父周鉞，壽官。嫡母李氏，生母倪氏。慈侍下。兄朝鸞、朝陽（礼部儒士）、弟朝輔、朝彦。

## 延伸阅读
[在维基数据编辑]
 《明史卷二百四十四》，出自《明史》